# Mustapha Ghorbal
Mustapha Ghorbal (Argelia - 19 de agosto de 1985) es un árbitro de fútbol argelino internacional desde el 2014 y arbitra en el Championnat National de Première Division de Argelia.

## Torneos de selecciones
Ha arbitrado en los siguientes torneos de selecciones nacionales:
- Campeonato Africano de Naciones en el 2018 en Marruecos[2]
- Copa Mundial de Fútbol Sub-20 en el 2019 en Polonia[3]

## Torneos de clubes
Ha arbitrado en los siguientes torneos de internacionales de clubes:
- Liga de Campeones de la CAF
- Copa Confederación de la CAF
- Campeonato de Clubes Árabes